# Cratystylis conocephala
Cratystylis conocephala là một loài thực vật có hoa trong họ Cúc. Loài này được (F.Muell.) S.Moore mô tả khoa học đầu tiên năm 1905.